# Yosvanys Peña
Yosvanys Peña Flores (Matanzas, 24 dicembre 1993) è un lottatore cubano, specializzato nella lotta greco-romana, tre volte campione panamericano nei pesi welter.

## Biografia
Ai Giochi olimpici giovanili estivi di Singapore 2010 ha vinto la medaglia d'argento, perdendo in finale contro l'azero Murad Bazarov.
Nel 2018 si è laureato in educazione fisica presso l'Università di Scienze dell'Educazione Fisica e dello Sport Manuel Fajardo di L'Avana.
Ai Giochi panamericani di Lima 2019 è stato vincitore della medaglia di bronzo.
Si è laureato campione continentale per due volte ai campionati panamericani di Buenos Aires 2019 e Ottawa 2020 nella categoria dei -77 kg.
Ha rappresentato Cuba ai Giochi olimpici estivi di Tokyo 2020, classificandosi decimo nel torneo dei -77 kg.
Ha fatto la sua seconda apparizione olimpica a Parigi 2024, dove è stato eliminato dall'iraniano Amin Kavianinejad agli ottavi della categoria dei pesi welter (-77 kg).

## Palmarès
- Giochi panamericani

Lima 2019: bronzo nei 77 kg.
Santiago del Cile 2023: bronzo nei 77 kg.
- Campionati panamericani

Buenos Aires 2019: oro nei 77 kg.
Ottawa 2020: oro nei 77 kg.
Acapulco 2022: oro nei 77 kg.
Buenos Aires 2023: argento nei 77 kg.
Acapulco 2024: bronzo nei 77 kg.
- Giochi centramericani e caraibici

El Salvador 2023: oro nei 77 kg.
- Giochi olimpici giovanili

Singapore 2010: argento nei 42 kg.